# Amalia van Nassau-Weilburg
Amalia van Nassau-Weilburg, volledige voornamen Amalia Charlotte Wilhelmina Louise, (Kirchheimbolanden, 6 augustus 1776 - Schaumburg an der Lahn, 19 februari 1841) was de vierde dochter van vorst Karel Christiaan van Nassau-Weilburg en prinses Carolina van Oranje-Nassau, dochter van prins Willem IV van Oranje-Nassau en prinses Anna van Hannover.

## Huwelijken en kinderen
Amalia huwde te Weilburg op 29 oktober 1793 met vorst Victor II Karel Frederik van Anhalt-Bernburg-Schaumburg-Hoym (Schaumburg, 2 november 1767 - Schaumburg, 22 april 1812). Victor volgde in 1806 zijn vader op als vorst van Anhalt-Bernburg-Schaumburg-Hoym.
Uit dit huwelijk werden de volgende kinderen geboren:
1. Hermine (Hoym, 2 december 1797 - Boeda, 14 september 1817), huwde te Schaumburg op 30 augustus 1815 met aartshertog Jozef van Oostenrijk, paltsgraaf van Hongarije (Florence, 9 maart 1776 - Boeda, 13 januari 1847).
2. Adelheid (Hoym, 23 februari 1800 - Oldenburg, 13 september 1820), huwde te Schaumburg op 24 juli 1817 met groothertog August van Oldenburg (Rastede, 13 juli 1783 - Oldenburg, 27 februari 1853).
3. Emma (Schaumburg, 20 mei 1802 - Pyrmont, 1 augustus 1858), huwde te Schaumburg op 26 juni 1823 met vorst George II van Waldeck-Pyrmont (Weil bij Bazel, 20 september 1789 - Arolsen 15 mei 1845). Ze was regentes voor haar minderjarige zoon na het overlijden van haar echtgenoot. Naar haar was haar kleindochter, de Nederlandse koningin-regentes Emma, vernoemd.
4. Ida (Schaumburg, 10 maart 1804 - Oldenburg, 31 maart 1828), huwde te Schaumburg op 24 juni 1825 met groothertog August van Oldenburg (Rastede, 13 juli 1783 - Oldenburg, 27 februari 1853).

Amalia hertrouwde te Slot Schaumburg op 15 februari 1813 met baron Friedrich von Stein-Liebenstein zu Barchfeld (14 februari 1777 - 4 december 1849). Dit huwelijk bleef kinderloos.